# Maria João Bustorff
Maria João Bustorff GOM es una política e intelectual portuguesa conocida por su trabajo de restauración y preservación histórica y cultural tanto en Portugal como en Brasil a través de la Fundación Ricardo do Espírito Santo. Fue ministra de Cultura durante el gobierno de Pedro Santana Lopes.

## Biografía
Maria João Espírito Santo Bustorff Silva nació el 13 de agosto de 1950 en Lisboa, hija de António Sérgio Carneiro Bustorff Silva y Ana Maria da Anunciação de Fátima de Morais Sarmento Cohen do Espírito Santo Silva.  En 1973 se licenció en Ciencias políticas por la Universidad Técnica de Lisboa  y luego enseñó sociología en la Universidad Nueva de Lisboa. En 1987 se incorporó al consejo directivo de la Fundación Ricardo do Espírito Santo, que opera en Portugal y Brasil e incluye un museo, dos escuelas y varios talleres de restauración. Uno de sus primeros proyectos fue la restauración de la iglesia del monasterio Franciscano de San Antonio en Igarassu, Pernambuco. Por su labor, en 1998 fue condecorada con la Cruz Nacional del Sur de Brasil  y pocos meses después recibió la Orden del Mérito de Portugal como Gran Oficial.  Continuó trabajando en Brasil y se expandió a los estados de Bahía, Minas Gerais, Pará, Pernambuco, Río de Janeiro y São Paulo, trabajando en estrecha colaboración con el Ministerio de Cultura de Brasil para preservar el patrimonio histórico y artístico del país.
En julio de 2004, Bustorff fue elegida por Pedro Santana Lopes para convertirse en ministra de Cultura de su gobierno.  El gobierno dimitiría unos meses más tarde y, tras dejar su cargo, se unió a la Junta Directiva de Arqueonautas Worldwide. 

## Distinciones
- Cruz Nacional del Sur, Brasil (1998) [3]
- Gran Oficial de la Orden del Mérito, Portugal (1998) [4]
- Gran Cruz de la Orden del Mérito Cultural, Brasil (2001) [3]
- Collar del Centenario de São Paulo, Brasil (2004)[3]
- Gran Cruz del Mérito, Italia (2005) [3]
- Gran Oficial de la Cruz Nacional del Sur, Brasil (2012) [3]